# Harmalia thoracica
Harmalia thoracica är en insektsart som först beskrevs av William Lucas Distant 1916.  Harmalia thoracica ingår i släktet Harmalia och familjen sporrstritar. Inga underarter finns listade i Catalogue of Life.